# زيانج لو
زيانج لو (بالصينية: 张鹭) (6 سبتمبر 1987 بتيانجين في الصين - ) هو لاعب كرة قدم صيني في مركز حراسة المرمى. شارك مع منتخب الصين لكرة القدم. أما مع النوادي، فقد لعب مع Liaoning F.C. ‏ وTianjin Tianhai F.C. ‏.

## روابط خارجية
- زيانج لو على موقع قاعدة بيانات كرة القدم.إي يو (الإنجليزية)
- زيانج لو على موقع ناشيونال فوتبول تيمز (الإنجليزية)
- زيانج لو على موقع Soccerway.com (الإنجليزية)
- زيانج لو على موقع اللجنة الأولمبية الصينية (الإنجليزية)